# クイーン+アダム・ランバート
クイーン+アダム・ランバート（Queen + Adam Lambert）は、イングランドのロックバンドであるクイーンのブライアン・メイ、ロジャー・テイラーとアメリカの歌手のアダム・ランバートによるコラボレーション・バンドである。略称は「Q+AL」「QAL」。
2009年に終了したクイーン+ポール・ロジャースプロジェクト以来のコラボレーション・バンドとなる。クイーン+ポール・ロジャースと同様、1997年に引退したクイーンのベーシストのジョン・ディーコンは不参加となっている。
2025年現在、このコラボレーション・バンドでのリリース作品はライブアルバム・映像作品のみとなっているが、メイとテイラーは（このバンドでの）オリジナル楽曲をレコーディングする可能性を述べている。

## 経歴

### 結成まで
2009年、クイーンのメンバーであるブライアン・メイとロジャー・テイラーはアメリカのオーディション番組『アメリカン・アイドル』にゲスト出演する。シーズン8の結果発表の前にふたりの演奏で最終候補者のクリス・アレンとアダム・ランバートが「伝説のチャンピオン」を熱唱する。メイとテイラーはランバートのボーカルに惚れこみ、その場でクイーンへの参加を打診したと『ローリング・ストーン』誌は伝えている。その件に関してその気があるのかとAP通信がランバートに聞いたところ「それは難しい質問だね。だって、正直クイーンにならないかっていう申し出をどう断ったらいいんだ? そんなの信じられないよ! でも、今、自分でやりたいこともあって、それが僕の目標でもあるんだ。だから、できることなら両方やってみたいね」と述べている。
2011年11月、MTV Europe Video Awardsにてメイとテイラーはランバートと再共演し「ショウ・マスト・ゴー・オン」「ウィ・ウィル・ロック・ユー」「伝説のチャンピオン」の3曲をメドレーで披露した。
アダム・ランバートはクイーンとの共演について「僕の見方としては僕はフレディの代わりを演じるつもりも、フレディの上を行くつもりも、フレディと競うつもりもまったくないし、そんなことはまるで考えてないんだ。フレディとバンドとで書いた音楽を歌って、それをステージに持っていっていいショーをやるように請われたってことはすごい光栄なことだと、そう思ってるんだ。でも、観ているみんなが比較することばかりに気を取られると、きっとライブを楽しめなくなるとも思うよ」と語っている。

### 2012年 - 現在
2012年6月から7月にかけてウクライナ、ロシア、ポーランド、イギリスの4都市で6公演を行った。2013年の活動は「iHeartRadio Music Festival 2013」への出演だけだったが、2014年には6月から7月にかけて24公演の北米ツアーを行い、8月には「SUMMER SONIC 2014」のヘッドライナーとして日本公演を行った。2016年にも日本武道館で日本公演を開催。
2017年1月26日に北米ツアーを敢行することが発表された。このツアーは、2017年6月23日にアリゾナ州フェニックスから始まり、8月5日にテキサス州ヒューストンで千秋楽を迎えた。4月にヨーロッパ公演を行なうことが発表され、2か月後に2018年2月から3月にかけてニュージーランド公演とオーストラリア公演を行なうことが発表された。
2019年2月25日に行なわれた第91回アカデミー賞のオープニング・アクトとして、「ウィ・ウィル・ロック・ユー」と「伝説のチャンピオン」を披露。演奏終盤には、背後のスクリーンに赤いマントを羽織ったフレディ・マーキュリーが大きく映し出される演出があった。
2018年12月3日、2019年7月から8月にかけて行われる北米ツアー「The Rhapsody Tour」を発表した。同年4月7日、2020年2月にオーストラリアでスタジアム6公演を行うことを発表し、2019年4月8日にはニュージーランドでさらに3公演行うことを発表した。2019年4月17日、2020年1月の日本公演（東京、大阪、名古屋の4公演）が発表され、さいたまスーパーアリーナ、京セラドーム大阪、ナゴヤドームの3会場で公演を行った。
2020年3月31日、世界的なCOVID-19パンデミックのため、この年予定していたツアーの日程が2021年まで延期されたことを確認した。
2023年8月1日、2024年2月の日本公演（名古屋、大阪、札幌、東京の5公演）が発表された。
2023年11月29日、第74回NHK紅白歌合戦の特別企画での出場し『ドント・ストップ・ミー・ナウ』を披露した。

## メンバー
| 名前                                                  | 担当                                         | 在籍期間        |
| ----------------------------------------------------- | -------------------------------------------- | --------------- |
| ブライアン・メイ                                      | ギター ボーカル                              | 2011年 - 現在   |
| ロジャー・テイラー                                    | ドラムス パーカッション ボーカル             | 2011年 - 現在   |
| アダム・ランバート                                    | ボーカル                                     | 2011年 - 現在   |
| スパイク・エドニー                                    | キーボード バッキング・ボーカル              | 2011年 - 現在   |
| ニール・フェアクロー （Neil Fairclough）              | ベース バッキング・ボーカル                  | 2011年 - 現在   |
| タイラー・ウォーレン （Tyler Warren）                 | パーカッション ドラムス バッキング・ボーカル | 2017年 - 現在   |
| 過去のメンバー                                        |                                              |                 |
| ルーファス・タイガー・テイラー （Rufus Tiger Taylor） | パーカッション ドラムス                      | 2011年 - 2017年 |

## ディスコグラフィ

### ライブ・アルバム
- 『ライヴ・アラウンド・ザ・ワールド』 - Live Around the World (2020年、EMI/Hollywood)

### DVD・Blu-ray
- 『ライヴ・イン・ジャパン サマーソニック2014』 - Live in Japan (2016年、Ward)

## 来日公演
- Queen + Adam Lambert Tour 2014-2015（2014年）[19]
  - 8月16日 大阪 舞洲スポーツアイランド
  - 8月17日 千葉 千葉マリンスタジアム
- Queen + Adam Lambert 2016 Summer Festival Tour（2016年）[20]
  - 9月21日・22日・23日 東京 日本武道館
- The Rhapsody Tour
  - 2020年[21]
    - 1月25日・26日 埼玉 さいたまスーパーアリーナ
    - 1月28日 大阪 京セラドーム
    - 1月30日 名古屋 ナゴヤドーム

  - 2024年[22]
    - 2月04日 名古屋 バンテリンドーム
    - 2月07日 大阪 京セラドーム
    - 2月10日 札幌 札幌ドーム
    - 2月13日・14日 東京 東京ドーム

## NHK紅白歌合戦出場歴
| 年度   | 放送回 | 回 | 曲目              | 備考                           |
| ------ | ------ | -- | ----------------- | ------------------------------ |
| 2023年 | 第74回 | 初 | Don't Stop Me Now | 特別企画出場歌手として追加発表 |